# 預層 (范疇論)
在數學的一支，范疇論中，範疇{\displaystyle C}上的一{\displaystyle V}值預層{\displaystyle F}是一函子{\displaystyle F:C^{\mathrm {op} }\to \mathbf {V} }。“預層”常常被定義為Set值預層。若{\displaystyle C}是拓撲空間中所有開集構成的偏序集（作為範疇理解），那麼我們就回到了拓撲空間上的預層的概念。
預層間的態射被定義為函子間的自然變換，這使得{\displaystyle C}上所有預層的搜集構成了一個範疇{\displaystyle {\hat {C}}}。到{\displaystyle {\hat {C}}}的函子常被稱為Profunctor。

## 性質
- 一個局部小範疇{\displaystyle C}可以通過米田嵌入{\displaystyle \mathrm {Y} _{c}}完全且忠實地嵌入Set值預層{\displaystyle {\hat {C}}}，它將{\displaystyle C}的每個對象{\displaystyle A}送到態射函子{\displaystyle C(-,A)}。
- 預層{\displaystyle {\hat {C}}}（精確到範疇等價）是{\displaystyle C}的自由余極限完備化。